# Robotpluton
Robotpluton är en svensk beteckning på det militära förband av plutons storlek som handhar robotvapen inom Amfibiekåren. Roboten som används är Robot 17 som i sin tur är en svensk vidareutveckling av den amerikanska pansarvärnsroboten Hellfire. Systemet bärs helt tills fots inom Amfibiekåren, som är ensam inom försvarsmakten att ha tillgång till och nyttja systemet.